# Wladimir Konstantinowitsch Troschin
Wladimir Konstantinowitsch Troschin (russisch Владимир Константинович Трошин; * 15. Mai 1926 in Michailowsk, Oblast Swerdlowsk; † 25. Februar 2008 in Moskau) war ein sowjetischer und russischer Sänger, Theater- und Filmschauspieler. Bekannt ist er vor allem als erster Interpret des russischen Estrada-Schlagers Moskauer Nächte.
Wladimir Troschin wuchs als das zehnte von elf Kindern in seiner Familie auf. Sein Vater Konstantin Michailowitsch Troschin war Dreher, seine Mutter Anna Iwanowna Barannikowa Hausfrau. Wladimir Troshin schloss die Musikschule ab und hatte zunächst verschiedene Berufswünsche, darunter Geologe, Astronom und Arzt. Letztendlich entschied er sich jedoch für den Drama-Club im Kulturhaus Uralmascha (russisch Уралмаша). 1942 wurde er zusammen mit seinen Freunden in die Schule aufgenommen. Während des Zweiten Weltkriegs trat er als Teil von Künstlerbrigaden in Lazaretten auf, las Gedichte und sang.

## Auszeichnungen
- 1951: Staatspreis der UdSSR (Stalinpreis) zweiten Grades für seine Darstellung des Iwan Jarkin in dem Stück Die zweite Liebe (russisch Вторая любовь)
- 1969: Verdienter Künstler der RSFSR
- 1984: Volkskünstler der Russischen SFSR
- 2006 (posthum): Preis der Stadt Moskau im Bereich Literatur und Kunst für Verdienste um die Entwicklung der Musikkunst und seine langjährige kreative Tätigkeit

| Personendaten    | Personendaten                                                     |
| ---------------- | ----------------------------------------------------------------- |
| NAME             | Troschin, Wladimir Konstantinowitsch                              |
| ALTERNATIVNAMEN  | Трошин, Владимир Константинович (russisch)                        |
| KURZBESCHREIBUNG | sowjetischer und russischer Sänger, Theater- und Filmschauspieler |
| GEBURTSDATUM     | 15. Mai 1926                                                      |
| GEBURTSORT       | Michailowsk, Oblast Swerdlowsk                                    |
| STERBEDATUM      | 25. Februar 2008                                                  |
| STERBEORT        | Moskau                                                            |